# Воробіївська сільська рада (Білогірський район)
Воробіївська сільська́ ра́да — колишня адміністративно-територіальна одиниця та орган місцевого самоврядування в ліквідованому Білогірському районі Хмельницької області. Адміністративний центр — село Воробіївка. У 2018 році приєднана до складу Ямпільської селищної громади.

## Загальні відомості
Воробіївська сільська рада утворена в 1921 році.
- Територія ради: 34,229 км²
- Населення ради: 962 особи (станом на 1 січня 2011 року)
- Середня щільність населення: 28,10 осіб/км²
- Загальна площа населених пунктів: 3,739 км²
- Середня щільність населення у населених пунктах: 257,29 осіб/км²

## Географія
Сільська рада розташована у південно-західній частині Білогірського району, на захід — південний захід від районного центру Білогір'я.
В північній частині території сільської ради, із південного заходу на північний схід, протікає річка Горинь, права притока Прип'яті.

### Населення
Зміна чисельності населення за даними переписів і щорічних оцінок:
| Роки      | 1986  | 2001   | 2010 | 2011 |
| --------- | ----- | ------ | ---- | ---- |
| Населення | 1 880 | ▼1 066 | ▼980 | ▼962 |

## Населені пункти
Сільській раді підпорядковані населені пункти:
- с. Воробіївка
- с. Погорільці
- с. Тихомель

## Господарська діяльність
Основним видом господарської діяльності населених пунктів сільської ради є сільськогосподарське виробництво. Воно складається із фермерських господарств: «Колос», «Лан», «Полква» та індивідуальних селянських господарств. Основним видом сільськогосподарської діяльності є вирощування зернових культур, виробництво м'ясо-молочної продукції; допоміжним — вирощування овочевих та технічних культур.
На території сільради працює чотири магазини, загально-освітня школа I–II ст., загально-освітня школа I ст., два дитячих садки, три клуби, Воробіївське поштове відділення, АТС, два фельдшерсько-акушерських пункти (ФАП), водогін — 4,1 км, газопровід — 18,2 км.
В селах сільради є три церкви: «Іоана Богослова» (с. Воробіївка), «Покровська» (с. Погорільці) та «Свято Введенська» (с. Тихомель) — всі Української православної церкви.

## Автошляхи та залізниці
У північній частині сільради, через село Тихомель, проходить регіональний автомобільний шлях Кременець — Ржищів (Н02).
Протяжність комунальгих автомобільних шляхів становить 18,2 км, з них:
- із твердим покриттям — 7,9 км;
- із асфальтним покриттям — 0,8 км;
- із ґрунтовим покриттям — 9,5 км.

Найближчі залізничні станції: Лепесівка та Вільшаниця, розташовані на залізничній лінії Шепетівка-Подільська — Тернопіль.

## Історичні пам'ятки
В селі Тихомель знаходяться руїни Тихомельського городища ХІІ століття, від якого збереглася «Аріанська вежа-каплиця» XVI століття.